# Andy Bloch
Andrew Elliot „Andy“ Bloch (* 1. Juni 1969 in New Haven, Connecticut) ist ein professioneller US-amerikanischer Pokerspieler.

## Werdegang
Bevor Bloch mit Poker begann, studierte er an zwei der renommiertesten Universitäten. Er machte einen Abschluss in Harvard und erhielt ein Diplom an der MIT in Cambridge. Er war Mitglied des berühmten MIT Blackjack Teams.
Bloch begann 1992 ernsthaft Poker zu spielen, als er Turniere mit kleinen Startgeldern spielte. Er erreichte 1996 einen Finaltisch bei einem Turnier der World Series of Poker (WSOP) in Las Vegas. Nach seiner Anwaltsprüfung 1999 wandte er sich endgültig dem professionellen Poker zu. 2001 erreichte er bei der WSOP zwei weitere Finaltische. Er wurde zweimal Dritter beim Main Event der World Poker Tour (WPT) und gewann ein Side-Event der WPT. 2005 gewann er die Ultimate Poker Challenge, nachdem er am Finaltisch Erik Seidel, Ted Forrest und Scott Fischman hinter sich gelassen hatte. Bei der WSOP 2006 gelangte Bloch beim 50.000 US-Dollar teuren H.O.R.S.E.-Turnier bis zum Heads-Up. Er spielte gegen David „Chip“ Reese und verlor nach über sieben Stunden und 286 Händen, aber gewann ein Preisgeld von einer Million US-Dollar. Ende 2006 gewann Bloch das Pro-Am Equalizer und 500.000 US-Dollar Preisgeld. Am Finaltisch saßen Allen Cunningham, Phil Ivey, Phil Laak und David Williams. Bei der WSOP 2008 hatte Bloch erneut die Chance auf sein erstes Bracelet bei einem Event in der Variante Pot-Limit Hold’em. Diesmal musste er sich im Heads-Up Nenad Medić geschlagen geben und wieder mit Rang zwei vorlieb nehmen. Damit blieb der Spruch „Best Poker Player without a Bracelet“ weiterhin an ihm haften. Anfang Juni 2012 gewann Bloch schließlich sein Bracelet und den Weltmeistertitel im Seven Card Stud bei der WSOP.
Insgesamt hat sich Bloch mit Poker bei Live-Turnieren knapp 5,5 Millionen US-Dollar erspielt. Er war Mitglied des Team Full Tilt von Full Tilt Poker.